# Primitivele funcțiilor raționale
Următorul articol este o listă de integrale (primitive) de funcții raționale. Pentru o listă cu mai multe integrale, vezi tabel de integrale și lista integralelor.
| {\displaystyle \int (ax+b)^{n}dx}       | {\displaystyle ={\frac {(ax+b)^{n+1}}{a(n+1)}}\qquad {\mbox{(pentru }}n\neq -1{\mbox{)}}\,\!}                        |
| {\displaystyle \int {\frac {dx}{ax+b}}} | {\displaystyle ={\frac {1}{a}}\ln \left\|ax+b\right\|}                                                               |
| {\displaystyle \int x(ax+b)^{n}dx}      | {\displaystyle ={\frac {a(n+1)x-b}{a^{2}(n+1)(n+2)}}(ax+b)^{n+1}\qquad {\mbox{(pentru }}n\not \in \{1,2\}{\mbox{)}}} |
| {\displaystyle \int {\frac {xdx}{ax+b}}}       | {\displaystyle ={\frac {x}{a}}-{\frac {b}{a^{2}}}\ln \left\|ax+b\right\|}                                            |
| {\displaystyle \int {\frac {xdx}{(ax+b)^{2}}}} | {\displaystyle ={\frac {b}{a^{2}(ax+b)}}+{\frac {1}{a^{2}}}\ln \left\|ax+b\right\|}                                  |
| {\displaystyle \int {\frac {xdx}{(ax+b)^{n}}}} | {\displaystyle ={\frac {a(1-n)x-b}{a^{2}(n-1)(n-2)(ax+b)^{n-1}}}\qquad {\mbox{(pentru }}n\not \in \{1,2\}{\mbox{)}}} |
| {\displaystyle \int {\frac {x^{2}dx}{ax+b}}}       | {\displaystyle ={\frac {1}{a^{3}}}\left({\frac {(ax+b)^{2}}{2}}-2b(ax+b)+b^{2}\ln \left\|ax+b\right\|\right)}                                                                                         |
| {\displaystyle \int {\frac {x^{2}dx}{(ax+b)^{2}}}} | {\displaystyle ={\frac {1}{a^{3}}}\left(ax+b-2b\ln \left\|ax+b\right\|-{\frac {b^{2}}{ax+b}}\right)}                                                                                                  |
| {\displaystyle \int {\frac {x^{2}dx}{(ax+b)^{3}}}} | {\displaystyle ={\frac {1}{a^{3}}}\left(\ln \left\|ax+b\right\|+{\frac {2b}{ax+b}}-{\frac {b^{2}}{2(ax+b)^{2}}}\right)}                                                                               |
| {\displaystyle \int {\frac {x^{2}dx}{(ax+b)^{n}}}} | {\displaystyle ={\frac {1}{a^{3}}}\left(-{\frac {(ax+b)^{3-n}}{(n-3)}}+{\frac {2b(a+b)^{2-n}}{(n-2)}}-{\frac {b^{2}(ax+b)^{1-n}}{(n-1)}}\right)\qquad {\mbox{(pentru }}n\not \in \{1,2,3\}{\mbox{)}}} |
| {\displaystyle \int {\frac {dx}{x(ax+b)}}}         | {\displaystyle =-{\frac {1}{b}}\ln \left\|{\frac {ax+b}{x}}\right\|}                                                                                       |
| {\displaystyle \int {\frac {dx}{x^{2}(ax+b)}}}     | {\displaystyle =-{\frac {1}{bx}}+{\frac {a}{b^{2}}}\ln \left\|{\frac {ax+b}{x}}\right\|}                                                                   |
| {\displaystyle \int {\frac {dx}{x^{2}(ax+b)^{2}}}} | {\displaystyle =-a\left({\frac {1}{b^{2}(ax+b)}}+{\frac {1}{ab^{2}x}}-{\frac {2}{b^{3}}}\ln \left\|{\frac {ax+b}{x}}\right\|\right)}                       |
| {\displaystyle \int {\frac {dx}{x^{2}+a^{2}}}}     | {\displaystyle ={\frac {1}{a}}\arctan {\frac {x}{a}}\,\!}                                                                                                  |
| {\displaystyle \int {\frac {dx}{x^{2}-a^{2}}}=}    | - {\displaystyle -{\frac {1}{a}}\,\mathrm {arctanh} {\frac {x}{a}}={\frac {1}{2a}}\ln {\frac {a-x}{a+x}}\qquad {\mbox{(pentru }}\|x\|<\|a\|{\mbox{)}}\,\!} |
|                                                    | - {\displaystyle -{\frac {1}{a}}\,\mathrm {arccoth} {\frac {x}{a}}={\frac {1}{2a}}\ln {\frac {x-a}{x+a}}\qquad {\mbox{(pentru }}\|x\|>\|a\|{\mbox{)}}\,\!} |
| {\displaystyle \int {\frac {dx}{ax^{2}+bx+c}}=} | - {\displaystyle {\frac {2}{\sqrt {4ac-b^{2}}}}\arctan {\frac {2ax+b}{\sqrt {4ac-b^{2}}}}\qquad {\mbox{(pentru }}4ac-b^{2}>0{\mbox{)}}} |
|                                                 | - {\displaystyle {\frac {2}{\sqrt {b^{2}-4ac}}}\,\mathrm {artanh} {\frac {2ax+b}{\sqrt {b^{2}-4ac}}}={\frac {1}{\sqrt {b^{2}-4ac}}}\ln \left\|{\frac {2ax+b-{\sqrt {b^{2}-4ac}}}{2ax+b+{\sqrt {b^{2}-4ac}}}}\right\|\qquad {\mbox{(pentru }}4ac-b^{2}<0{\mbox{)}}} |
|                                                 | - {\displaystyle -{\frac {2}{2ax+b}}\qquad {\mbox{(pentru }}4ac-b^{2}=0{\mbox{)}}} |
| {\displaystyle \int {\frac {xdx}{ax^{2}+bx+c}}} | {\displaystyle ={\frac {1}{2a}}\ln \left\|ax^{2}+bx+c\right\|-{\frac {b}{2a}}\int {\frac {dx}{ax^{2}+bx+c}}} |
| {\displaystyle \int {\frac {(mx+n)dx}{ax^{2}+bx+c}}=} | - {\displaystyle {\frac {m}{2a}}\ln \left\|ax^{2}+bx+c\right\|+{\frac {2an-bm}{a{\sqrt {4ac-b^{2}}}}}\arctan {\frac {2ax+b}{\sqrt {4ac-b^{2}}}}\qquad {\mbox{(pentru }}4ac-b^{2}>0{\mbox{)}}}            |
|                                                       | - {\displaystyle {\frac {m}{2a}}\ln \left\|ax^{2}+bx+c\right\|+{\frac {2an-bm}{a{\sqrt {b^{2}-4ac}}}}\,\mathrm {artanh} {\frac {2ax+b}{\sqrt {b^{2}-4ac}}}\qquad {\mbox{(pentru }}4ac-b^{2}<0{\mbox{)}}} |
|                                                       | - {\displaystyle {\frac {m}{2a}}\ln \left\|ax^{2}+bx+c\right\|-{\frac {2an-bm}{a(2ax+b)}}\,\,\,\,\,\,\,\,\,\,\qquad {\mbox{(pentru }}4ac-b^{2}=0{\mbox{)}}}                                              |
{\displaystyle \int {\frac {dx}{(ax^{2}+bx+c)^{n}}}={\frac {2ax+b}{(n-1)(4ac-b^{2})(ax^{2}+bx+c)^{n-1}}}+{\frac {(2n-3)2a}{(n-1)(4ac-b^{2})}}\int {\frac {dx}{(ax^{2}+bx+c)^{n-1}}}\,\!}
{\displaystyle \int {\frac {xdx}{(ax^{2}+bx+c)^{n}}}={\frac {bx+2c}{(n-1)(4ac-b^{2})(ax^{2}+bx+c)^{n-1}}}-{\frac {b(2n-3)}{(n-1)(4ac-b^{2})}}\int {\frac {dx}{(ax^{2}+bx+c)^{n-1}}}\,\!}
{\displaystyle \int {\frac {dx}{x(ax^{2}+bx+c)}}={\frac {1}{2c}}\ln \left|{\frac {x^{2}}{ax^{2}+bx+c}}\right|-{\frac {b}{2c}}\int {\frac {dx}{ax^{2}+bx+c}}}
Orice funcție rațională poate fi integrată folosind ecuațiile de mai sus și descompunerea parțială a funcției, descompunerea funcției raționale în sumă de funcții de forma:
{\displaystyle {\frac {ex+f}{\left(ax^{2}+bx+c\right)^{n}}}}.